# The Beatles at the Hollywood Bowl
The Beatles at the Hollywood Bowl — концертный альбом группы The Beatles, выпущенный 4 мая 1977 года, на котором собраны песни, исполнявшиеся группой в «Голливуд-боуле» в районе Голливуд в Лос-Анджелесе в штате Калифорния в США, во время выступлений в августе 1964 и августе 1965 годов. Альбом был выпущен в США и Канаде лейблом Capitol Records, в Великобритании — лейблом Parlophone.
Альбом официально издан на CD-дисках в 2016 году.

## История создания альбома
Первоначально Capitol Records рассматривало возможность записать концерт The Beatles в феврале 1964 года в концертном зале Карнеги-холл в Нью-Йорке, но лейбл не смог получить необходимые разрешения от Американской федерации музыкантов на запись выступления. Шесть месяцев спустя организатор телевизионных шоу Боб Юбэнкс заключил контракт с The Beatles на выступление 23 августа 1964 в концертном зале под открытым небом Голливуд-боул в Лос-Анджелесе, где Capitol записала их выступление с целью выпустить концертный альбом в Америке. Качество звука на записи оказалось слишком низким для выпуска коммерческого альбома. Когда в следующем, 1965 году The Beatles вновь выступали в Голливуд-боул в рамках своего тура по США, Capitol записала два их выступления, 29 и 30 августа 1965. Качество записей, сделанных в 1965 году, также оказалось разочаровывающим. Однако, Capitol всё же использовал небольшой кусок из записи 1964 года (48-секундный отрывок песни Twist and Shout) в выпущенном в 1964 году документальном альбоме The Beatles’ Story.
The Beatles оставались одними из немногих крупных артистов 1960-х, у которых не выпускался ещё ни один концертный альбом, и пожелания среди фанов The Beatles на выпуск подобного альбома продолжали нарастать. В действительности Джон Леннон заблуждался, когда в 1971 в интервью журналу «Rolling Stone» ошибочно назвал неясного происхождения записи, выпущенные в Италии на сборнике The Beatles in Italy, как «концертный альбом» («Это кто-то записал там же, в Италии»; англ. "There’s one in Italy apparently, that somebody recorded there"). Однако, несмотря на очевидный спрос, плёнки, записанные Capitol на трёх выступлениях группы в Голливуд-боул, продолжали лежать в хранилище уже более пяти лет. В 1971 году, после того как известный американский продюсер Фил Спектор спас проект записи для планировавшегося альбома Get Back, результатом чего стал последний студийный альбом группы Let It Be, ему были переданы плёнки, записанные в Голливуд-боул, чтобы он мог рассмотреть возможность сделать альбом из этого материала. Точно неизвестно — либо Спектор не завершил работу, либо результат оказался неудовлетворительным, — но записи продолжали оставаться неизданными до второй половины 1970-х. Наконец, под влиянием предстоящего выпуска конкурентами альбома концертных записей в клубе Star Club в Гамбурге (альбом 15-летней давности и плохого качества Live! at the Star-Club in Hamburg, Germany; 1962), фирма-владелец лейбла Capitol — EMI — решила вернуться к работе над записями из Голливуд-боул. Записи были переданы продюсеру группы Джорджу Мартину с просьбой скомпоновать удобоваримый для прослушивания «официальный» концертный альбом.
Когда президент Capitol Records Бхаскар Менон попросил Джорджа Мартина в середине 1970-х прослушать записи, Мартин был впечатлён качеством самого представления, но не удовлетворён качеством записанного звука. Работа над записями из Голливуд-боул, сделанными на три дорожки, оказалась для Мартина сложной задачей. Первой трудностью оказалось найти работающий трёхдорожечный магнитофон, аналогичный тому, на который велась запись, чтобы воспроизвести записи на плёнках. После того, как один такой магнитофон был найден, оказалось, что он перегревается при работе. Мартин и звукоинженер Джефф Эмерик пришли к решению охлаждать магнитофон струёй холодного воздуха из пылесоса, пока записи будут воспроизводиться для перезаписывания их на 16-дорожечный современный магнитофон для дальнейшей очистки, корректировки по частотам (эквализации), редактирования и микширования. Затем Мартин обнаружил, что записи концерта 29 августа 1965 года практически непригодны для использования, и (за исключением нескольких фрагментов) альбом был скомпилирован Мартином практически только из песен, записанных 23 августа 1964 и 30 августа 1965 (на обложке альбома указаны даты всех трёх концертов).
Поскольку альбом компоновался из песен, исполненных на двух концертах с промежутком в год между ними, то некоторое количество песен, исполнявшихся на сцене Голливуд-боул, в альбом не вошло. С концерта 1964 года в альбом не вошли: Twist and Shout, You Can’t Do That, Can’t Buy Me Love, If I Fell, I Want to Hold Your Hand и A Hard Day’s Night. С концертов 1965 года в альбом не вошли: I Feel Fine, Everybody’s Trying to Be My Baby, Baby’s in Black, I Wanna Be Your Man и I’m Down. Однако запись Baby’s in Black с концерта в Голливуд-боул в 1965 году была издана на стороне «Б» сингла Real Love, выпущенного в 1996 году; запись песни I Want to Hold Your Hand с концерта 1964 года была смикширована со студийной версией этой же песни и вошла в альбом 2006 года Love.
Одним из непреднамеренных последствий того, что альбом компоновался из записей, сделанных одна через год после другой, являются несовместимые между собой реплики и диалоги между участниками группы в паузах между песнями, где они называют как свой «самый новый» альбом то A Hard Day’s Night (вышедший в 1964 году), то Help! (вышедший в 1965 году).
Хотя на обложке альбома указано, что записи сделаны только в два дня, 23 августа 1964 и 30 августа 1965, но на самом деле песни Ticket to Ride и Help записаны на концерте 29 августа 1965, а Dizzy Miss Lizzy скомпонована из частей, записанных как 29 августа, так и 30 августа 1965.

## Выпуск альбома
Альбом был выпущен 4 мая 1977 в Великобритании лейблом Parlophone (номер по каталогу EMTV 4, 0C 062-06377), в США и Канаде — лейблом Capitol Records (номер по каталогу SMAS-11638). В том же году он был выпущен в различных странах (Колумбия, Франция, Испания, Австралия, Югославия и др.) как этими двумя лейблами, так и ещё одним дочерним лейблом EMI — Odeon Records.
Несмотря на то, что в альбоме были представлены записи The Beatles, сделанные 12 и 13 лет назад, альбом достиг вершины британского чарта альбомов New Musical Express, а также дошёл до 2-го места в чарте альбомов Billboard Top LPs & Tape в США.
9 сентября 2016 года ремастированный Джайлзом Мартином альбом The Beatles: Live at the Hollywood Bowl вышел на CD и в виде цифровой версии, доступной через iTunes, GooglePlay, Аmazon и другие сервисы. Виниловый диск выйдет 18 ноября. К альбому прилагается 24-страничный буклет с комментариями Дэвида Фрике из Rolling Stone.

## Список композиций
Все песни написаны Джоном Ленноном и Полом Маккартни, за исключением особо отмеченных.
| №  | Название               | Автор(ы)               | Дата исполнения (записи) | Длительность |
| -- | ---------------------- | ---------------------- | ------------------------ | ------------ |
| 1. | «Twist and Shout»      | Фил Медлей, Берт Бернс | 30 августа 1965          | 1:32         |
| 2. | «She’s a Woman»        |                        | 30 августа 1965          | 2:53         |
| 3. | «Dizzy Miss Lizzy»     | Ларри Уильямс          | 29/30 августа 1965       | 3:37         |
| 4. | «Ticket to Ride»       |                        | 29 августа 1965          | 2:51         |
| 5. | «Can’t Buy Me Love»    |                        | 30 августа 1965          | 2:16         |
| 6. | «Things We Said Today» |                        | 23 августа 1964          | 2:20         |
| 7. | «Roll Over Beethoven»  | Чак Берри              | 23 августа 1964          | 2:28         |

| №   | Название             | Автор(ы)                                          | Дата исполнения (записи) | Длительность |
| --- | -------------------- | ------------------------------------------------- | ------------------------ | ------------ |
| 8.  | «Boys»               | Лютер Диксон, Вес Фаррел                          | 23 августа 1964          | 2:12         |
| 9.  | «A Hard Day’s Night» |                                                   | 30 августа 1965          | 3:15         |
| 10. | «Help!»              |                                                   | 29 августа 1965          | 2:46         |
| 11. | «All My Loving»      |                                                   | 23 августа 1964          | 2:14         |
| 12. | «She Loves You»      |                                                   | 23 августа 1964          | 2:16         |
| 13. | «Long Tall Sally»    | Энотрис Джонсон, Ричард Пенниман, Роберт Блэкуэлл | 23 августа 1964          | 2:53         |

## Позиции в хит-парадах
| Хит-парад                     | Год  | Наивысшая позиция |
| ----------------------------- | ---- | ----------------- |
| UK Albums Chart               | 1977 | 1                 |
| Canadian RPM 100 Albums Chart | 1977 | 8                 |

| Хит-парад (1977)             | Позиция |
| ---------------------------- | ------- |
| Великобритания (Gallup Poll) | 28      |
| Канада (RPM Top 100 Albums)  | 54      |